# Waverly (Iowa)
Pour les articles homonymes, voir Waverly.
La ville de Waverly est le siège du comté de Bremer, dans l’État de l’Iowa, aux États-Unis. Lors du recensement de 2000, elle comptait 8 968 habitants.

## Jumelage
Eisenach (Allemagne) – depuis 1992.

## Source
- (en) Cet article est partiellement ou en totalité issu de l’article de Wikipédia en anglais intitulé « Waverly, Iowa » (voir la liste des auteurs).